# Florø
Florøⓘ ist die westlichste Stadt Norwegens. Sie liegt an der norwegischen Küste in der Provinz (Fylke) Vestland zwischen Ålesund und Bergen und ist Anlegestelle der Hurtigruten. Florø hat 9071 Einwohner (Stand: 1. Januar 2024). Die Stadt ist eines der beiden Verwaltungssitze der Kommune Kinn. Entstanden ist die Stadt 1860 wegen des „Silbers der Meere“, des Herings, den die Stadt auch im Wappen trägt.

## Wirtschaft
Haupterwerb der Einwohner ist der Fischfang und auch die Exploration von Erdgas und Erdöl. Westlich von Florø erstreckt sich ein großes Feld für die Förderung von Erdöl. Außerdem besitzt der Ort eine große Werft.

## Verkehr
Florø ist über die Straße RV5 an die Europastraße 39 angebunden. Der Flughafen Florø liegt rund zwei Kilometer südlich der Stadt.

## Sehenswürdigkeiten
Eine Sehenswürdigkeit ist das Museum „Sogn og Fjordane Kystmuseet“. Dieses Museum zeigt die Geschichte der Gemeinde in verschiedenen Gebäuden und im Freigelände.

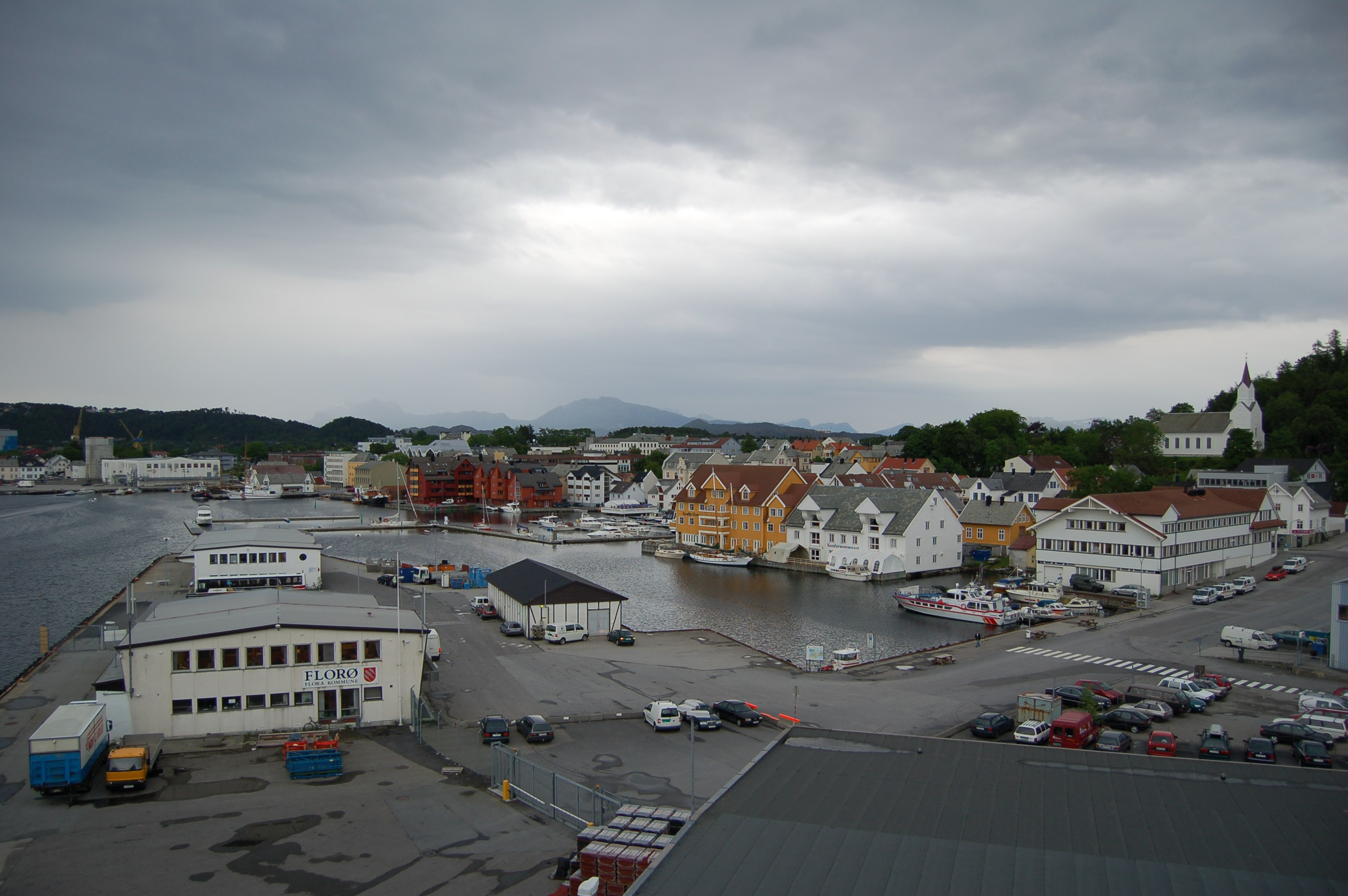
Florø
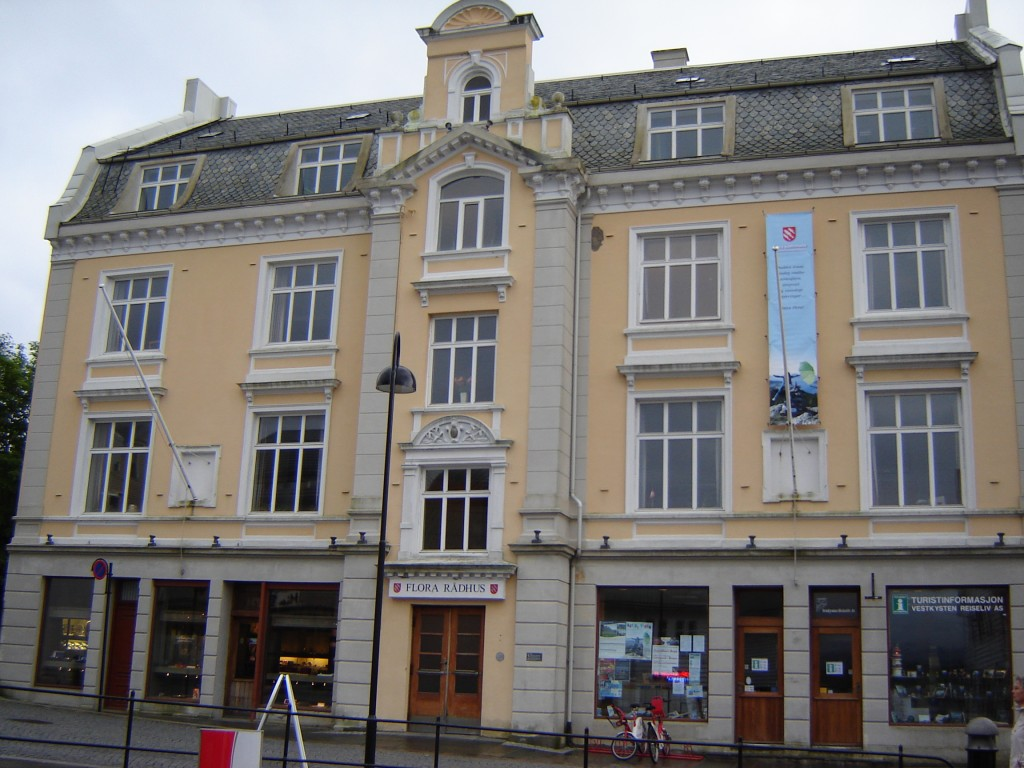
Rathaus der Kommune Flora
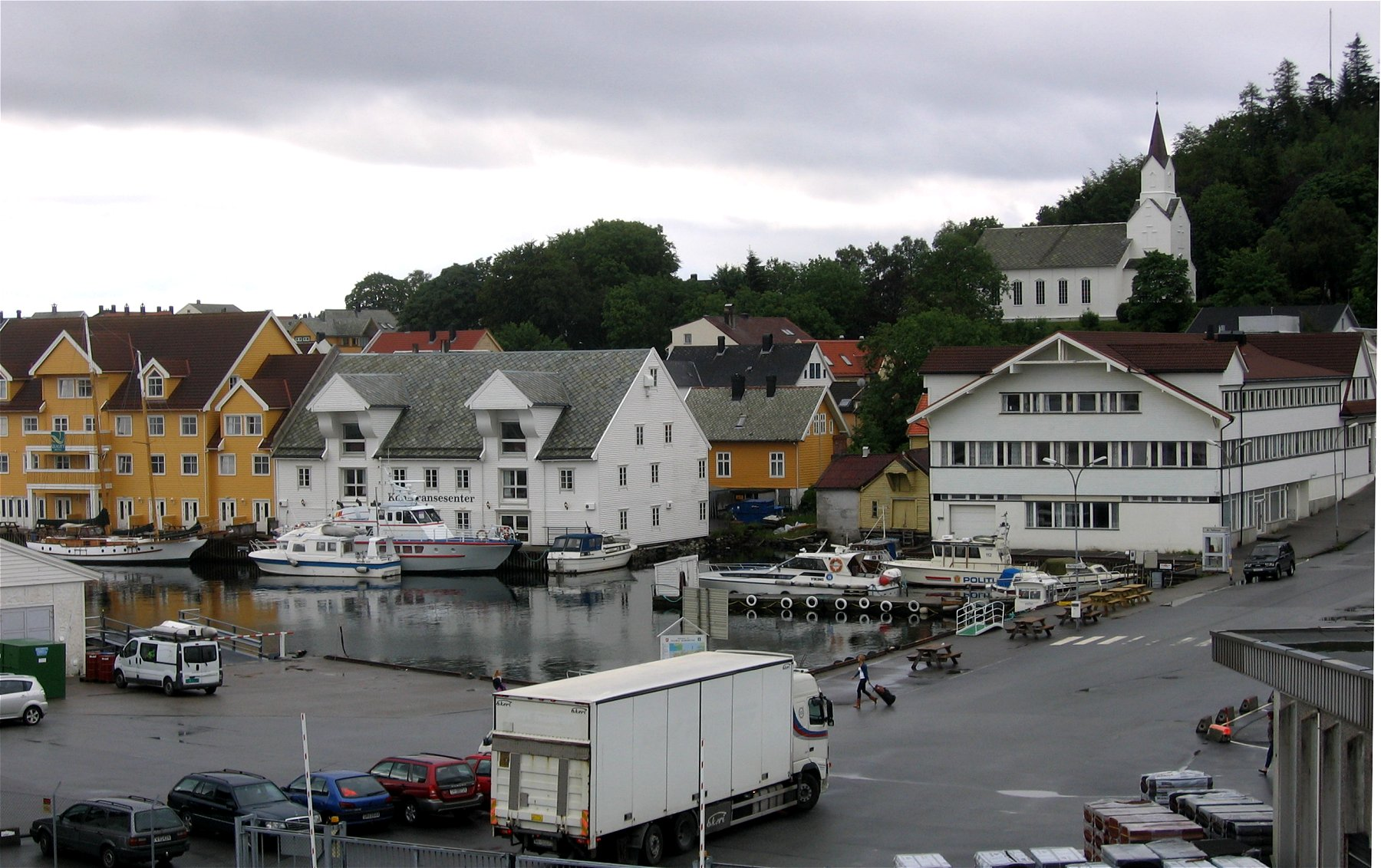
Florø

## Söhne und Töchter der Stadt
- Georg Ossian Sars (1837–1927), Zoologe
- Marian Saastad Ottesen (* 1975), Schauspielerin